# 바다사자
바다사자(학명: Zalophus japonicus; 영어: korean
```
sea lion
) 또는 
강치
[
3
]
는 
동해
 연안에 서식하던 
바다사자속
의 해양 포유류이다. 한반도 동해안 및 일본 열도 해안가에서 주로 서식하였으나, 1900년대 초 상업적 포획으로 인해 개체수가 급감하였다. 한국에서는 1951년 
독도
에서 50~60마리가 확인되었다는 보고가 마지막이며, 1972년에 홋카이도 인근 
레분 섬
에서 확인된 개체를 마지막으로 완전히 모습을 감추어, 1994년 
국제자연보전연맹
(IUCN)이 
절멸
을 선언했다.
[
2
]
[
4
]
```

## 아종
2003년 이전까지는 캘리포니아바다사자의 아종으로 생각되어 학명을 잘로푸스 칼리포르니아누스 야포니쿠스(Zalophus californianus japonicus)라 했다. 그러나 현재는 별개의 종으로 분류되어 잘로푸스 야포니쿠스(Zalophus japonicus)라 한다. 일부 분류학자들은 여전히 바다사자를 캘리포니아바다사자의 아종으로 생각하고 있다. 바다사자, 캘리포니아바다사자, 갈라파고스바다사자는 그 서식지가 너무 멀리 떨어져 있고 행동 양태의 차이점이 뚜렷하여 별개의 종으로 재분류되었다.

## 서식지
바다사자의 서식지는 동해 바다, 특히 일본 열도와 한반도의 해안선 일대였다. 탁 트인 모래밭에서 주로 번식했으나, 때로 암석 지대에서 번식할 때도 있었다. 현재 일본 각지에 박제된 표본들이 있으며, 네덜란드 라이덴 자연사박물관에도 필리프 프란츠 폰 지볼트가 잡아간 박제가 한 점 있다. 대영박물관에서도 모피 한 점과 두개골 네 점을 소유하고 있다.
일본 어부들의 무분별한 남획으로 멸종되었다.

## 특징

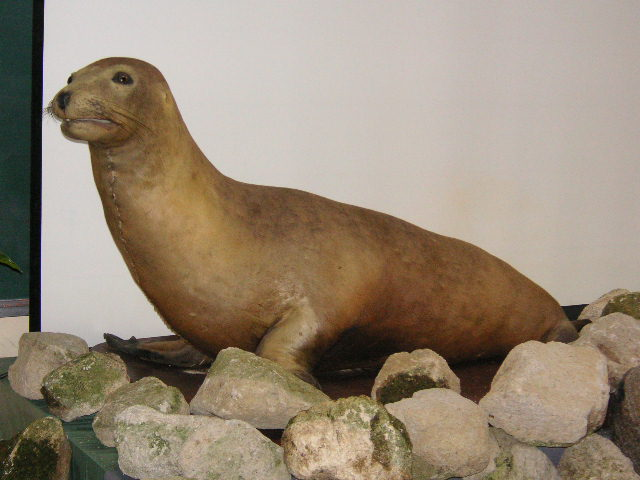
한국독도바다사자 박제. 일본 오사카 텐노지 동물원.

수컷 바다사자는 털가죽 색깔은 어두운 회색에 체중은 450 ~ 560 kg, 신장은 2.3 ~ 2.5 m로 캘리포니아바다사자 수컷보다 컸다. 암컷은 신장 1.64 m로 훨씬 작았고 털가죽은 수컷보다 밝은 색깔이었다.
바다사자는 한반도의 동해안, 일본열도 본토(혼슈)의 해안선(동해안과 태평양안 모두), 쿠릴 열도, 캄차카반도 남쪽 끝에서 주로 발견되었다. 주요 먹이는 오징어, 명태, 정어리, 연어 등이다. 천적은 상어와 범고래가 알려져 있다.
옛 한국어 기록에 따르면 바다사자와 점박이물범이 동해 뿐 아니라 발해, 황해에도 살았다고 한다. 바다사자는 독도에서 많이 번식했었고 멸종 이유는 일본제국이 가죽을 얻기 위해 다케시마어렵회사의 남획으로 급격히 줄고 이후 지속된 어업과 수렵이 원인이며 결국 1945년 8월 15일 해방 이후에 남아있는 강치를 보호하려는 데에 실패했다. 독도에는 가제바위 등 주변에 바다사자가 쉬기에 좋은 바위가 많고 난류와 한류가 뒤섞여 먹이가 풍부해 바다사자들의 주요 번식지이자 서식지였다. 그래서 '바다사자의 천국'이었다고 전해진다.
그러나 19세기 들어 일본 어부들이 한 해에 많게는 3천~3천200 마리를 잡았으며, 이후 포획량이 줄어 연간 2천마리 1천 마리 정도 남획하다가 결국 멸종됐다고 한다.
조선사람들은 바다사자를 '가제' 또는 '가지'로 불렀으며, 독도를 중심으로 동해에 수만 마리가 서식했다고 한다. 이들이 머물렀다는 가제바위가 독도에 남아 있다.
러일 전쟁 전후로 가죽을 얻기 위해 시작된 일본인들의 무분별한 남획으로 바다사자는 서서히 그 모습을 감춰으며, 1974년 홋카이도에서 새끼 바다사자가 확인된 이후로 목격되지 않는다.
1905년 일본 시마네 현이 이 섬을 무단으로 편입한 이후 일본인들의 어획이 시작됐지만, 1905년 이전에 울릉도에 살던 한국인들은 1904년과 1905년에 독도에서 바다사자를 잡아 매년 가죽 800관(600엔)씩 일본에 수출한 기록이 1907년 시마네 현 다케시마 조사단의 오쿠하라 헤키운이 쓴 책 '죽도 및 울릉도'에 나온다. 바다사자와 물범은 일본 해안선 각지에 이시카이와(アシカ岩→바다사자바위), 이누보사키(犬吠崎→개 짖는 곳) 등의 관련 지명을 남겼다. 후자는 바다사자와 물범의 울음소리가 개 짖는 소리와 비슷해서 붙은 것이다. 우리말 '물개'의 어원도 이와 비슷하다.

## 인간의 이용

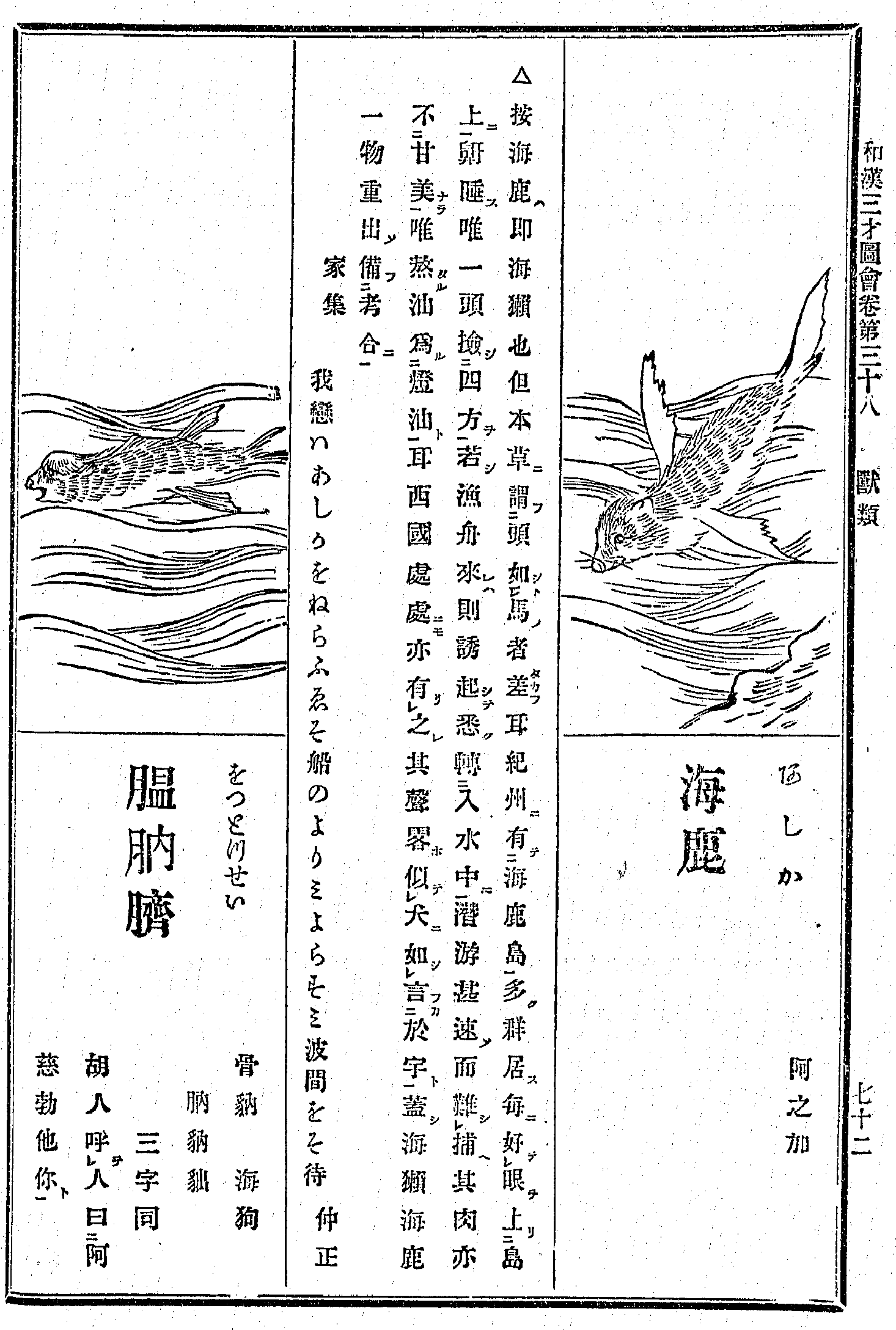
1712년 일본의 동물백과사전 《화한삼재도회》에 수록된 그림. 오른쪽이 바다사자이고 왼쪽은 물범.

일본 조몬 시대의 패총들에서 많은 바다사자 뼈다귀가 발견된 바 있다. 18세기의 백과사전인 《화한삼재도회》에 따르면 바다사자 고기는 맛이 없으며 호롱불을 밝히기 위한 기름을 짤 때나 썼다고 한다. 피부와 내부 장기에서 뽑아낸 기름은 한약재로 사용되었고, 눈썹과 가죽은 각기 담뱃대 소제기와 피혁 제품을 만드는 데 쓰였다. 20세기 들어서는 서커스에서 부려먹기 위해 잡아갔다.

## 멸종

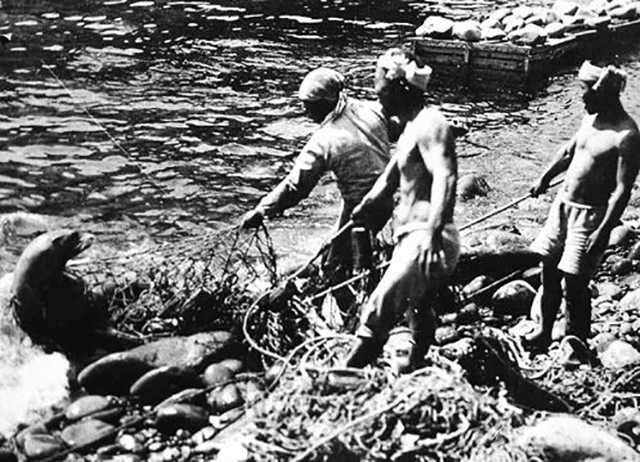
독도에서 강치를 잡고있는 일본인 1934년

1900년대 초 일본제국의 상업적 어획 기록을 살펴보면 그 세기 전환기에 3,200마리 정도의 바다사자가 포획되었으나, 남획으로 인해 1915년에는 불과 300마리만 잡힐 정도로 포획량이 급감했고 1930년대에는 수십 마리 정도로 떨어졌다. 일본제국의 상업적 바다사자 사냥은 1940년대에 종료되었으나 이때 바다사자는 이미 사실상 멸종했다. 일본의 저인망 어선들은 16,500 마리 이상의 바다사자를 포획하여 그 멸종에 심대한 기여를 하였고, 제2차 세계 대전 때의 잠수함 작전 역시 바다사자의 서식지 파괴에 영향을 미친 것으로 생각된다. 바다사자의 가장 최근 목격담은 1970년대에 있었으며, 최후의 확인된 표본은 1974년 홋카이도 북부 레분 섬에서 포획된 어린 개체이다. 가끔 목격담이 있으나 대부분 비슷하게 생긴 물개를 착각한 것이다. 러시아에 극히 조금 남아 있다는 주장도 있지만 가능성은 없다. 2019년 2월에 독도 강치의 뼈에서 처음으로 유전자 정보를 확인하는 데 성공하였다.

## 복원 시도
2007년, 대한민국 환경부는 남북한과 러시아, 중국이 협조하여 독도 바다사자를 동해에 복원할 것이라고 발표했다. 이 프로젝트의 실행가능성 조사 연구가 국립환경과학원에 일임되었다. 만약 바다사자의 살아있는 개체가 발견되지 못한다면 대한민국 정부는 미국에서 캘리포니아바다사자를 들여와서 도입시킬 예정이라고 한다. 대한민국의 바다사자 복원 시도는 동해와 독도를 둘러싼 국가적 민족적 상징성에 더하여 생태관광 가능성에 투자하는 것으로 생각된다.
그러나 얼마전 강치의 백골들이 발견되면서 복원을 계속 시도 하고 있다.

## 계통 분류
다음은 바다사자과의 계통 분류이다.

|  | 남극물개                                                            |
|  |                                                                     |
|  | \| \| 과달루페물개 \| \| \| \| \| \| 후안페르난데스물개 \| \| \| \| |
|  |                                                                     |
|  | 과달루페물개                                                        |
|  |                                                                     |
|  | 후안페르난데스물개                                                  |
|  |                                                                     |

|  | 과달루페물개       |
|  |                    |
|  | 후안페르난데스물개 |
|  |                    |

|  | 갈라파고스물개 |
|  |                |
|  | 뉴질랜드물개   |
|  |                |

|  | 남극물개                                                            |
|  |                                                                     |
|  | \| \| 과달루페물개 \| \| \| \| \| \| 후안페르난데스물개 \| \| \| \| |
|  |                                                                     |
|  | 과달루페물개                                                        |
|  |                                                                     |
|  | 후안페르난데스물개                                                  |
|  |                                                                     |

|  | 과달루페물개       |
|  |                    |
|  | 후안페르난데스물개 |
|  |                    |

|  | 갈라파고스물개 |
|  |                |
|  | 뉴질랜드물개   |
|  |                |

|  | 아남극물개         |
|  |                    |
|  | 갈색물개           |
|  |                    |
|  | 남아메리카바다사자 |
|  |                    |

|  | 오스트레일리아바다사자 |
|  |                        |
|  | 뉴질랜드바다사자       |
|  |                        |

|  | 남극물개                                                            |
|  |                                                                     |
|  | \| \| 과달루페물개 \| \| \| \| \| \| 후안페르난데스물개 \| \| \| \| |
|  |                                                                     |
|  | 과달루페물개                                                        |
|  |                                                                     |
|  | 후안페르난데스물개                                                  |
|  |                                                                     |

|  | 과달루페물개       |
|  |                    |
|  | 후안페르난데스물개 |
|  |                    |

|  | 갈라파고스물개 |
|  |                |
|  | 뉴질랜드물개   |
|  |                |

|  | 남극물개                                                            |
|  |                                                                     |
|  | \| \| 과달루페물개 \| \| \| \| \| \| 후안페르난데스물개 \| \| \| \| |
|  |                                                                     |
|  | 과달루페물개                                                        |
|  |                                                                     |
|  | 후안페르난데스물개                                                  |
|  |                                                                     |

|  | 과달루페물개       |
|  |                    |
|  | 후안페르난데스물개 |
|  |                    |

|  | 갈라파고스물개 |
|  |                |
|  | 뉴질랜드물개   |
|  |                |

|  | 아남극물개         |
|  |                    |
|  | 갈색물개           |
|  |                    |
|  | 남아메리카바다사자 |
|  |                    |

|  | 오스트레일리아바다사자 |
|  |                        |
|  | 뉴질랜드바다사자       |
|  |                        |

|  | † 바다사자                                                                |
|  |                                                                           |
|  | \| \| 캘리포니아바다사자 \| \| \| \| \| \| 갈라파고스바다사자 \| \| \| \| |
|  |                                                                           |
|  | 캘리포니아바다사자                                                        |
|  |                                                                           |
|  | 갈라파고스바다사자                                                        |
|  |                                                                           |

|  | 캘리포니아바다사자 |
|  |                    |
|  | 갈라파고스바다사자 |
|  |                    |

|  | † 바다사자                                                                |
|  |                                                                           |
|  | \| \| 캘리포니아바다사자 \| \| \| \| \| \| 갈라파고스바다사자 \| \| \| \| |
|  |                                                                           |
|  | 캘리포니아바다사자                                                        |
|  |                                                                           |
|  | 갈라파고스바다사자                                                        |
|  |                                                                           |

|  | 캘리포니아바다사자 |
|  |                    |
|  | 갈라파고스바다사자 |
|  |                    |

|  | 남극물개                                                            |
|  |                                                                     |
|  | \| \| 과달루페물개 \| \| \| \| \| \| 후안페르난데스물개 \| \| \| \| |
|  |                                                                     |
|  | 과달루페물개                                                        |
|  |                                                                     |
|  | 후안페르난데스물개                                                  |
|  |                                                                     |

|  | 과달루페물개       |
|  |                    |
|  | 후안페르난데스물개 |
|  |                    |

|  | 갈라파고스물개 |
|  |                |
|  | 뉴질랜드물개   |
|  |                |

|  | 남극물개                                                            |
|  |                                                                     |
|  | \| \| 과달루페물개 \| \| \| \| \| \| 후안페르난데스물개 \| \| \| \| |
|  |                                                                     |
|  | 과달루페물개                                                        |
|  |                                                                     |
|  | 후안페르난데스물개                                                  |
|  |                                                                     |

|  | 과달루페물개       |
|  |                    |
|  | 후안페르난데스물개 |
|  |                    |

|  | 갈라파고스물개 |
|  |                |
|  | 뉴질랜드물개   |
|  |                |

|  | 아남극물개         |
|  |                    |
|  | 갈색물개           |
|  |                    |
|  | 남아메리카바다사자 |
|  |                    |

|  | 오스트레일리아바다사자 |
|  |                        |
|  | 뉴질랜드바다사자       |
|  |                        |

|  | 남극물개                                                            |
|  |                                                                     |
|  | \| \| 과달루페물개 \| \| \| \| \| \| 후안페르난데스물개 \| \| \| \| |
|  |                                                                     |
|  | 과달루페물개                                                        |
|  |                                                                     |
|  | 후안페르난데스물개                                                  |
|  |                                                                     |

|  | 과달루페물개       |
|  |                    |
|  | 후안페르난데스물개 |
|  |                    |

|  | 갈라파고스물개 |
|  |                |
|  | 뉴질랜드물개   |
|  |                |

|  | 남극물개                                                            |
|  |                                                                     |
|  | \| \| 과달루페물개 \| \| \| \| \| \| 후안페르난데스물개 \| \| \| \| |
|  |                                                                     |
|  | 과달루페물개                                                        |
|  |                                                                     |
|  | 후안페르난데스물개                                                  |
|  |                                                                     |

|  | 과달루페물개       |
|  |                    |
|  | 후안페르난데스물개 |
|  |                    |

|  | 갈라파고스물개 |
|  |                |
|  | 뉴질랜드물개   |
|  |                |

|  | 아남극물개         |
|  |                    |
|  | 갈색물개           |
|  |                    |
|  | 남아메리카바다사자 |
|  |                    |

|  | 오스트레일리아바다사자 |
|  |                        |
|  | 뉴질랜드바다사자       |
|  |                        |

|  | † 바다사자                                                                |
|  |                                                                           |
|  | \| \| 캘리포니아바다사자 \| \| \| \| \| \| 갈라파고스바다사자 \| \| \| \| |
|  |                                                                           |
|  | 캘리포니아바다사자                                                        |
|  |                                                                           |
|  | 갈라파고스바다사자                                                        |
|  |                                                                           |

|  | 캘리포니아바다사자 |
|  |                    |
|  | 갈라파고스바다사자 |
|  |                    |

|  | † 바다사자                                                                |
|  |                                                                           |
|  | \| \| 캘리포니아바다사자 \| \| \| \| \| \| 갈라파고스바다사자 \| \| \| \| |
|  |                                                                           |
|  | 캘리포니아바다사자                                                        |
|  |                                                                           |
|  | 갈라파고스바다사자                                                        |
|  |                                                                           |

|  | 캘리포니아바다사자 |
|  |                    |
|  | 갈라파고스바다사자 |
|  |                    |

|  | 남극물개                                                            |
|  |                                                                     |
|  | \| \| 과달루페물개 \| \| \| \| \| \| 후안페르난데스물개 \| \| \| \| |
|  |                                                                     |
|  | 과달루페물개                                                        |
|  |                                                                     |
|  | 후안페르난데스물개                                                  |
|  |                                                                     |

|  | 과달루페물개       |
|  |                    |
|  | 후안페르난데스물개 |
|  |                    |

|  | 갈라파고스물개 |
|  |                |
|  | 뉴질랜드물개   |
|  |                |

|  | 남극물개                                                            |
|  |                                                                     |
|  | \| \| 과달루페물개 \| \| \| \| \| \| 후안페르난데스물개 \| \| \| \| |
|  |                                                                     |
|  | 과달루페물개                                                        |
|  |                                                                     |
|  | 후안페르난데스물개                                                  |
|  |                                                                     |

|  | 과달루페물개       |
|  |                    |
|  | 후안페르난데스물개 |
|  |                    |

|  | 갈라파고스물개 |
|  |                |
|  | 뉴질랜드물개   |
|  |                |

|  | 아남극물개         |
|  |                    |
|  | 갈색물개           |
|  |                    |
|  | 남아메리카바다사자 |
|  |                    |

|  | 오스트레일리아바다사자 |
|  |                        |
|  | 뉴질랜드바다사자       |
|  |                        |

|  | 남극물개                                                            |
|  |                                                                     |
|  | \| \| 과달루페물개 \| \| \| \| \| \| 후안페르난데스물개 \| \| \| \| |
|  |                                                                     |
|  | 과달루페물개                                                        |
|  |                                                                     |
|  | 후안페르난데스물개                                                  |
|  |                                                                     |

|  | 과달루페물개       |
|  |                    |
|  | 후안페르난데스물개 |
|  |                    |

|  | 갈라파고스물개 |
|  |                |
|  | 뉴질랜드물개   |
|  |                |

|  | 남극물개                                                            |
|  |                                                                     |
|  | \| \| 과달루페물개 \| \| \| \| \| \| 후안페르난데스물개 \| \| \| \| |
|  |                                                                     |
|  | 과달루페물개                                                        |
|  |                                                                     |
|  | 후안페르난데스물개                                                  |
|  |                                                                     |

|  | 과달루페물개       |
|  |                    |
|  | 후안페르난데스물개 |
|  |                    |

|  | 갈라파고스물개 |
|  |                |
|  | 뉴질랜드물개   |
|  |                |

|  | 아남극물개         |
|  |                    |
|  | 갈색물개           |
|  |                    |
|  | 남아메리카바다사자 |
|  |                    |

|  | 오스트레일리아바다사자 |
|  |                        |
|  | 뉴질랜드바다사자       |
|  |                        |

|  | † 바다사자                                                                |
|  |                                                                           |
|  | \| \| 캘리포니아바다사자 \| \| \| \| \| \| 갈라파고스바다사자 \| \| \| \| |
|  |                                                                           |
|  | 캘리포니아바다사자                                                        |
|  |                                                                           |
|  | 갈라파고스바다사자                                                        |
|  |                                                                           |

|  | 캘리포니아바다사자 |
|  |                    |
|  | 갈라파고스바다사자 |
|  |                    |

|  | † 바다사자                                                                |
|  |                                                                           |
|  | \| \| 캘리포니아바다사자 \| \| \| \| \| \| 갈라파고스바다사자 \| \| \| \| |
|  |                                                                           |
|  | 캘리포니아바다사자                                                        |
|  |                                                                           |
|  | 갈라파고스바다사자                                                        |
|  |                                                                           |

|  | 캘리포니아바다사자 |
|  |                    |
|  | 갈라파고스바다사자 |
|  |                    |

|  | 남극물개                                                            |
|  |                                                                     |
|  | \| \| 과달루페물개 \| \| \| \| \| \| 후안페르난데스물개 \| \| \| \| |
|  |                                                                     |
|  | 과달루페물개                                                        |
|  |                                                                     |
|  | 후안페르난데스물개                                                  |
|  |                                                                     |

|  | 과달루페물개       |
|  |                    |
|  | 후안페르난데스물개 |
|  |                    |

|  | 갈라파고스물개 |
|  |                |
|  | 뉴질랜드물개   |
|  |                |

|  | 남극물개                                                            |
|  |                                                                     |
|  | \| \| 과달루페물개 \| \| \| \| \| \| 후안페르난데스물개 \| \| \| \| |
|  |                                                                     |
|  | 과달루페물개                                                        |
|  |                                                                     |
|  | 후안페르난데스물개                                                  |
|  |                                                                     |

|  | 과달루페물개       |
|  |                    |
|  | 후안페르난데스물개 |
|  |                    |

|  | 갈라파고스물개 |
|  |                |
|  | 뉴질랜드물개   |
|  |                |

|  | 아남극물개         |
|  |                    |
|  | 갈색물개           |
|  |                    |
|  | 남아메리카바다사자 |
|  |                    |

|  | 오스트레일리아바다사자 |
|  |                        |
|  | 뉴질랜드바다사자       |
|  |                        |

|  | 남극물개                                                            |
|  |                                                                     |
|  | \| \| 과달루페물개 \| \| \| \| \| \| 후안페르난데스물개 \| \| \| \| |
|  |                                                                     |
|  | 과달루페물개                                                        |
|  |                                                                     |
|  | 후안페르난데스물개                                                  |
|  |                                                                     |

|  | 과달루페물개       |
|  |                    |
|  | 후안페르난데스물개 |
|  |                    |

|  | 갈라파고스물개 |
|  |                |
|  | 뉴질랜드물개   |
|  |                |

|  | 남극물개                                                            |
|  |                                                                     |
|  | \| \| 과달루페물개 \| \| \| \| \| \| 후안페르난데스물개 \| \| \| \| |
|  |                                                                     |
|  | 과달루페물개                                                        |
|  |                                                                     |
|  | 후안페르난데스물개                                                  |
|  |                                                                     |

|  | 과달루페물개       |
|  |                    |
|  | 후안페르난데스물개 |
|  |                    |

|  | 갈라파고스물개 |
|  |                |
|  | 뉴질랜드물개   |
|  |                |

|  | 아남극물개         |
|  |                    |
|  | 갈색물개           |
|  |                    |
|  | 남아메리카바다사자 |
|  |                    |

|  | 오스트레일리아바다사자 |
|  |                        |
|  | 뉴질랜드바다사자       |
|  |                        |

|  | † 바다사자                                                                |
|  |                                                                           |
|  | \| \| 캘리포니아바다사자 \| \| \| \| \| \| 갈라파고스바다사자 \| \| \| \| |
|  |                                                                           |
|  | 캘리포니아바다사자                                                        |
|  |                                                                           |
|  | 갈라파고스바다사자                                                        |
|  |                                                                           |

|  | 캘리포니아바다사자 |
|  |                    |
|  | 갈라파고스바다사자 |
|  |                    |

|  | † 바다사자                                                                |
|  |                                                                           |
|  | \| \| 캘리포니아바다사자 \| \| \| \| \| \| 갈라파고스바다사자 \| \| \| \| |
|  |                                                                           |
|  | 캘리포니아바다사자                                                        |
|  |                                                                           |
|  | 갈라파고스바다사자                                                        |
|  |                                                                           |

|  | 캘리포니아바다사자 |
|  |                    |
|  | 갈라파고스바다사자 |
|  |                    |

## 같이 보기
- 바다소(매너티)
- 바다코끼리
- 코끼리물범
- 바다표범(물범)
- 물개